# Гај оклопна кола
Оклопна кола Гај (енг. Guy Armoured Car) су британска оклопна кола из Другог светског рата.

## Историја
Током 20-их година Британци су били главни корисници оклопних кола. Већина возила у армији и РАФ била су релативно лака, заснована на шасији Ролс-Ројс 4x2. Возила за извоз била су тежа, користећи шасију 6x4 камиона Ланкестер или Кросли. Почетком 30-тих, војска је изгубила интересовање за оклопна кола, у корист лаких тенкова као извиђачког возила. Развој оклопних кола престао је након 1934. Потреба за оклопним колима са погоном на 4 точка постала је очигледна крајем 30-их година, али су прва тестирања таквих возила почела тек 1938. Фирма Гај Моторс направила је возило засновано на њиховом артиљеријском трактору, са мотором помереним назад, и убедљиво победила на конкурсу. Наручено је 101 возило са необичним називом Лаки Тенк (на точковима) Mk I (енг. Tank Light (Wheeled) Mark I).

## У борби
Оклопна кола Гај имала су склоност прегревању у пустињи и кваровима иначе, али 38 возила произведених до маја 1940. била су једина модерна оклопна кола која су Британци имали. Неколицина је послата у Француску са БЕФ, где су остављена приликом повлачења.

## Значај
Главни допринос овог возила био је у фабрици, где је конструисана ротирајућа дизалица која држи труп возила и помера га, омогућавајући брз и лак приступ заваривачу. Са почетком рата одједном су биле потребне велике количине оклопних кола, али је Гај Моторс био заузет другим ратним поруџбинама, па је произвео још 140 оклопних трупова, који су монтирани на шасију артиљеријског трактора КТ4 (за војску Индије): тако су настала оклопна кола Хамбер Mk I, далеко боље возило. 